# Centro Federal de Educação Tecnológica Celso Suckow da Fonseca
Centro Federal de Educação Tecnológica Celso Suckow da Fonseca (Cefet-RJ) er et anset universitet i Rio de Janeiro, Brasilien. Uddannelsesinstitutionen blev grundlagt i 1909 og havde i 2010 ca. 13.623 studerende.